# یوبیدرز
یوبیدرز (به لاتین: Ubiedrze) یک روستا در لهستان است که در Gmina Bobolice واقع شده‌است.

## خصوصیات
یوبیدرز ۱۰۰ نفر جمعیت دارد.